# Dennis Lehane
Dennis Lehane (Boston, Massachusetts; 4 de agosto de 1965) es un escritor estadounidense, cuyas cinco de sus novelas han sido llevadas al cine: Mystic River, Gone Baby Gone, The Drop, Shutter Island y Live by Night, y varias han recibido premios, entre ellas Un trago antes de la guerra y el superventas Mystic River. Los espacios de su ciudad han servido de inspiración para los ambientes populares urbanos de sus novelas. De ascendencia irlandesa, sus historias retratan la vida de grupos inmigrantes o marginados en Boston, a la vez que constituyen un retrato de la cultura irlandesa, resaltando el peso de la religión católica en varios de sus personajes.
Hasta ahora ha escrito seis novelas de su serie sobre los investigadores Patrick Kenzie & Angela Gennaro.

## Obras

### Novelas
Serie de Kenzie & Gennaro:
1. Un trago antes de la guerra (A Drink Before the War, 1994), RBA Serie Negra
2. Abrázame, oscuridad (Darkness, Take My Hand, 1996), RBA Serie Negra
3. Lo que es sagrado (Sacred, 1997), RBA Serie Negra
4. Desapareció una noche (Gone, Baby, Gone, 1998), RBA Serie Negra
5. Plegarias en la noche (Prayers for Rain, 1999), RBA Serie Negra
6. La última causa perdida (Moonlight Mile, 2010), RBA Serie Negra

Serie Coughlin:
1. Cualquier otro día (The Given Day, 2008), RBA Serie Negra
2. Vivir de noche (Live By Night, 2012), RBA Serie Negra
3. Ese mundo desaparecido (World Gone By, 2015), Salamandra Black

Independientes:
- Mystic River (Mystic River, 2001), RBA Serie Negra
- Shutter Island (Shutter Island, 2003), RBA Serie Negra
- Coronado (Coronado: Stories, 2006), RBA Serie Negra
- La entrega (The Drop, 2014), Salamandra Black
- Después de la caída (Since We Fell, 2017)
- Golpe de gracia (Small Mercies, 2023), Salamandra Black, 2024.

### Cuentos
- "Animal Rescue" (2009)

### Guiones
- The Wire (serie de TV)
  - Episodio 3.03 Dead Soldiers (2004)
  - Episodio 4.04 Refugees (2006)
  - Episodio 5.08 Clarifications (2008)
- Boardwalk Empire (serie de TV)
  - Episodio 4.12 Resignation (2004)
- The Drop (película) (2014)

## Premios y distinciones
Festival Internacional de Cine de San Sebastián
| Año  | Categoría                        | Película   | Resultado |
| ---- | -------------------------------- | ---------- | --------- |
| 2014 | Premio del jurado al mejor guion | La entrega | Ganador   |

## Novelizaciones
- Novela La entrega, novelización de la película The Drop (2014)

## Adaptaciones cinematográficas
| Year | Title          | Director          | Productora               | Based on              | Presupuesto   | Recaudación    | Rotten Tomatoes |
| Year | Title          | Director          | Productora               | Based on              | USD$          | USD$           | Rotten Tomatoes |
| ---- | -------------- | ----------------- | ------------------------ | --------------------- | ------------- | -------------- | --------------- |
| 2003 | Mystic River   | Clint Eastwood    | Warner Bros.             | Mystic River          | $25 million   | $156.6 million | 88%             |
| 2007 | Gone Baby Gone | Ben Affleck       | Miramax                  | Desapareció una noche | $19 million   | $34.6 million  | 94%             |
| 2010 | Shutter Island | Martin Scorsese   | Paramount Pictures       | Shutter Island        | $80 million   | $294.8 million | 68%             |
| 2014 | The Drop       | Michaël R. Roskam | Fox Searchlight Pictures | "Animal Rescue"       | $12.6 million | $18.7 million  | 89%             |
| 2016 | Live by Night  | Ben Affleck       | Warner Bros.             | Live By Night         | $65 million   | $22.7 million  | 35%             |